# Gospodar
Gospodar (russisch Господарь, Государь, ukrainisch Господар, Hospodar, rumänisch gospodar) ist die slawische Bezeichnung für Herr oder Fürst. Das Wort ist slawischen Ursprungs (serbisch/kroatisch/bulgarisch/slowenisch gospodar, господар) und bedeutet so viel wie Herr, Herrscher. Er wurde als Titel der Fürsten in der Moldau und der Walachei zusätzlich zum Titel Woiwode benutzt. Nach der Vereinigung der Donaufürstentümer Moldau und Walachei 1859 zum Fürstentum, ab 1881 zum Königreich Rumänien wurde der vom Lateinischen abgeleitete Begriff Domnitor (von dominus ‚Herr‘) verwendet, als im Zuge der damaligen Reromanisierung der rumänischen Sprache insbesondere slawische Wörter durch lateinische ersetzt wurden. Umgangssprachlich wird der Begriff Hospodar bzw. weiblich Hospodina heute für einen Hausherrn bzw. Hausherrin verwendet und gilt nicht mehr als Adelstitel.
Der Moskauer Großfürst Iwan III. legte sich im 15. Jahrhundert den Titel Gossudar der ganzen Rus zu, wobei Gossudar eine Form von Gospodar war. Davon abgeleitet heißt das moderne russische Wort für Staat gossudarstwo. Ein verwandtes Wort ist Gospodin, das als höfliche Anrede für Herr verwendet wird.
Beispiel der Begriffsverwendung im deutschen Sprachraum ist ein Lied nach einem Gedicht von Theodor Kramer, das in der bündischen Jugendbewegung Popularität besitzt, beginnend mit der Zeile „Gospodar, Dein Großgut“.
1922 gab es auch einen deutschen Film mit dem Namen „Der Alte Gospodar“ – Regie/Darsteller: Rolf Randolf. In Frankreich ist er durch das Buch Les Onze Mille Verges ou Les Amours d’un Hospodar (deutsch: Die 11000 Ruten) von Guillaume Apollinaire verewigt worden.

## Ähnliche Titel
Knjaz ist das slawische Pendant, Bojar (altrussisch) und Wojwode (slawisch) sind untergeordnete Titel.